# 勞赫卡爾峰

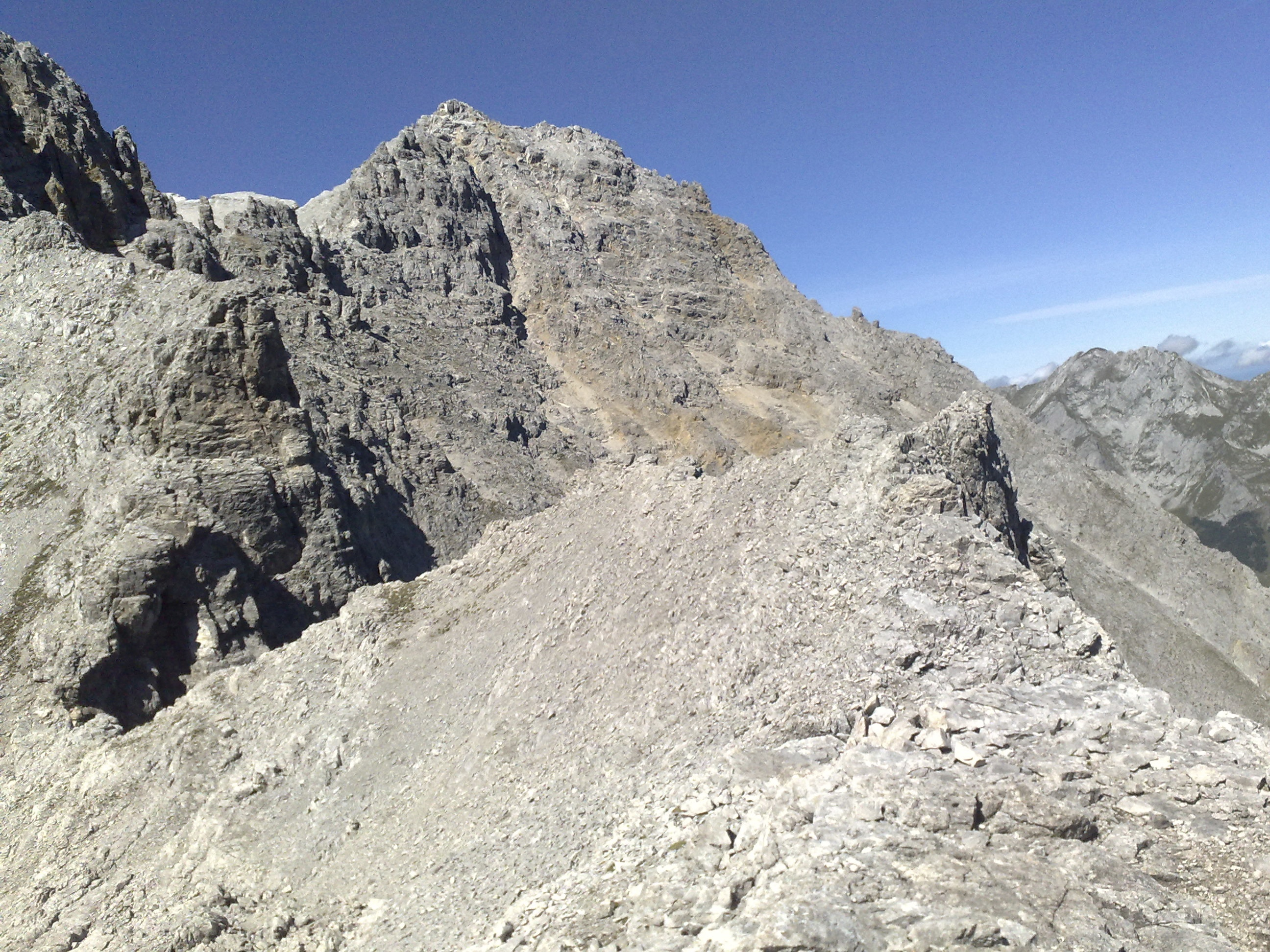

47°24′07″N 11°27′22″E / 47.40200°N 11.45600°E
勞赫卡爾峰（德語：Rauhkarlspitze），是奧地利的山峰，位於該國西部，由蒂羅爾州負責管轄，屬於卡爾文德爾山脈的一部分，距離卡爾特瓦瑟卡爾峰0.15公里，海拔高度2,619米。